# Centrarthra ossicolor
Centrarthra ossicolor là một loài bướm đêm trong họ Noctuidae.